# Stade Hermann-Aichinger
Le stade Hermann-Aichinger (en portugais : Estádio Hermann Aichinger), également connu sous le nom de stade de Baixada (en portugais : Estádio da Baixada), est un stade de football brésilien situé dans la ville d'Ibirama, dans l'État de Santa Catarina.
Le stade, doté de 6 000 places et inauguré en 1955, sert d'enceinte à domicile à l'équipe de football du Clube Atlético Hermann Aichinger.

## Histoire
Le record d'affluence au stade est de 6 022 spectateurs, lors d'une défaite 0-1 du CA Hermann Aichinger contre le Criciúma EC.